# Grotte d'Aldène
La grotte d'Aldène, également appelée grotte de la Coquille, grotte de Minerve ou grotte de Fauzan, est un site préhistorique se trouvant dans la commune de Cesseras, dans l'Hérault, au sud de la Montagne noire. Elle a été fréquentée dès le Paléolithique inférieur, puis ornée de gravures à l'Aurignacien. Elle a également livré des indices de fréquentation datant du Mésolithique et de l'Âge du bronze.
Elle fait l’objet d'un classement au titre des monuments historiques depuis le 17 janvier 1955.

## Spéléométrie
La dénivellation de la grotte d'Aldène est de 70 m pour un développement de 8 000 m.

## Historique
Une partie du réseau (le réseau supérieur) a été explorée dès la fin du XIXe siècle par Émile Rivière, qui y fit des recherches touchant à la Préhistoire. En 1879 Armand Gautier, un ingénieur chimiste spécialiste des phosphates et membre de l'Académie des Sciences, y constata la présence d'importants dépôts (sous forme d'amas) de brushite, c'est-à-dire du phosphate d'alumine, dit de Fauzan, produit par la décomposition (pseudomorphose) d'ossements d'ours des cavernes et autres animaux du Quaternaire. Ces dépôts phosphatiques constituaient un engrais extrêmement riche ; aussi furent-ils exploités de 1888 à 1937 par une société spécialement créée pour la circonstance, la société des Phosphates Naturels de la Grotte de Fauzan. Cet engrais fut commercialisé sous le nom de minervite. Des bâtiments d'exploitation furent édifiés sur le rebord du causse, à une centaine de mètres des escarpements formant les gorges de la Cesse. Un vaste puits équipé d'un monte-charge fut foré entre la grotte et la cour située devant les bâtiments, afin de remonter directement la minervite extraite de la caverne. Les ruines de ces bâtiments ainsi que le puits de mine existent toujours. En 1927, M. Guerret, un enseignant de Montauban, trouva dans une galerie récemment déblayée du sable qui l'obstruait, de grandes gravures du Paléolithique supérieur renforcées de touches d'ocre, figurant des rhinocéros et des ours. En 1948, l'abbé Denis Cathala découvrit le réseau inférieur de la grotte et les empreintes de pas humains, de hyènes et d'ours, que cet étage renfermait. Louis Méroc et Eugène Delaplace réalisèrent un sondage en 1950. Louis Barral et Suzanne Simone entreprirent des fouilles dans le réseau supérieur de 1971 à 1991,.

## Occupation

### Paléolithique inférieur et moyen
Les fouilles ont mis au jour trois ensembles stratigraphiques distincts :
- un ensemble inférieur (couches M à I, « Mindel-Riss ») à faunes anciennes (Ursus deningeri, Hemitragus jemlahicus bonali, Pliomys episcopalis) rappelant celles de la Caune de l'Arago et du Mas des Caves ;
- un ensemble moyen (couches H à F, « Riss moyen ») à industries sur éclats en calcaire siliceux et à galets taillés en quartz, rapprochées du Tayacien ancien ;
- un ensemble supérieur (couches E à A, « Riss final » et « Riss-Würm »), à industries rapprochées de l'Acheuléen supérieur (éclats Levallois, racloirs, denticulés, galets taillés, bifaces).

Des datations radiométriques sur planchers stalagmitiques ont permis de préciser l'âge des dépôts : les couches G à A se sont mises en place entre les stades isotopiques 11 à 6 et sont surmontées par un plancher contemporain du stade 5.

### Paléolithique supérieur
Une galerie de la partie supérieure du réseau a livré des gravures larges et profondes incluant des figurations originales par leur sujet (cheval mais aussi ours, félin, mammouth). Elles ont fait l'objet d'études et de relevés réalisés par Denis Vialou. Dans cette galerie, des planchers stalagmitiques et des charbons ont été datés de plus de 30 000 ans AP. Pour Paul Ambert et ses collaborateurs, « Cette date, comme le style, mais aussi le bestiaire des figurations pariétales d'Aldène, s'avèrent donc identiques et contemporains de ceux correspondant à la première période de l'art de la grotte Chauvet ».

### Mésolithique
Un groupe humain a laissé de nombreuses traces de pas et des frottis de torches datant d'environ 8000 ans avant le présent.
En 2018, un groupe de pisteurs Namibiens du Kalahari a étudié ces traces de pas, déterminant dans ces 400 empreintes la présence de 26 individus (hommes, femmes et enfants dont certains portés sur les épaules des adultes).

### Âge du bronze
La grotte d'Aldène a également connu une forte fréquentation à l'âge du bronze final et au premier âge du fer.